# Abdij van Saint-Sever

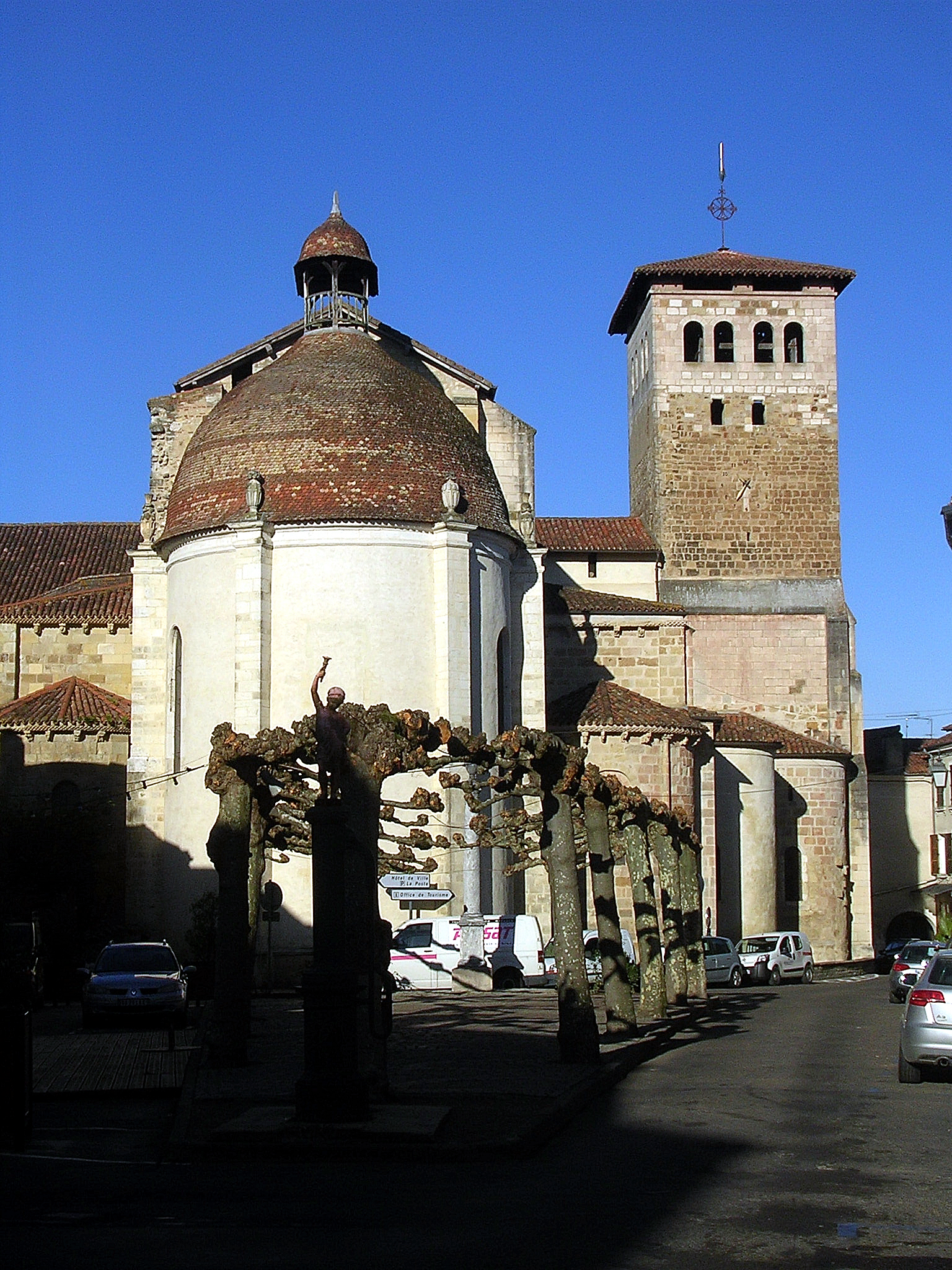
Abdijkerk met klokkentoren en apsissen

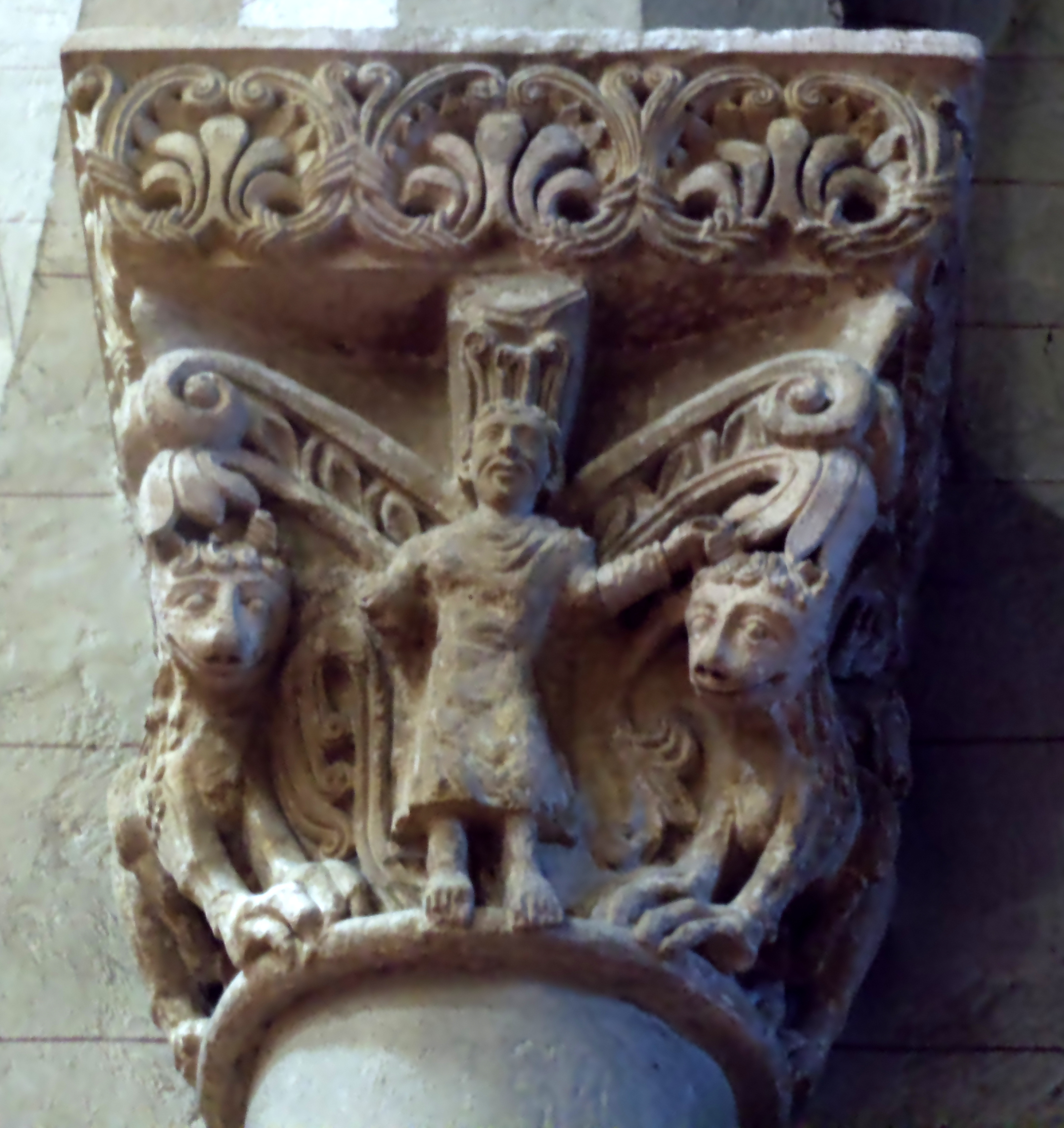
Kapiteel dat Daniël voorstelt

De Abdij van Saint-Sever (Frans: Abbatiale de Saint-Sever) is een voormalige benedictijnenabdij in Saint-Sever in het departement Landes. De abdij werd gesticht in de 11e eeuw en hoort tot het UNESCO Werelderfgoed.

## Ontstaan
De abdij werd gebouwd op de heuvel van Morlanne, een hoogte boven de rivier de Adour, naast de oude stad van Saint-Sever. Volgens de legende werd de heilige Severus in de 5e eeuw ter dood gebracht op deze heuvel door de Vandalen. In de 7e eeuw werd er een kapel gebouwd waar de relieken van de heilige werden bewaard. Willem II hertog van Gascogne besloot in 988 om hier een abdij te bouwen. De abdij werd gebouwd onder leiding van Gregorius van Montaner, die gevormd was in Cluny. De abdijkerk werd gebouwd in Romaanse stijl en had uitzonderlijk zeven apsissen. Het was een grote kerk van 70 meter lang en 40 meter breed, die de toenmalige macht van Gascogne reflecteerde.

## Geschiedenis
De abdij had erg te lijden onder de Honderdjarige Oorlog en de godsdienstoorlogen na de Reformatie. Een deel van de apsissen en van het klooster werden toen vernield door de troepen van Gabriel I van Montgomery. In de 17e eeuw werden de kloostergebouwen en het portaal van de kerk heropgebouwd. Gelet op de moeilijke financiële situatie van de kloostergemeenschap werd de kloostergang gebouwd met (goedkope) rode bakstenen gewelven. Na de Franse Revolutie werden de monniken verjaagd en werd de abdij opgeheven. Het 17e-eeuwse portaal stortte in 1868 in na hevige vorst en werd in de daaropvolgende jaren heropgebouwd in een andere steensoort. In de 19e eeuw volgde een restauratie van de kerk in een Neoromaanse stijl, onder leiding van architect Sibien. In de kerk werden voor een deel nieuwe kapitelen geplaatst. Tussen 2004 en 2020 volgde een nieuwe restauratie waarbij enkele 19e-eeuwse ingrepen werden teruggedraaid. Zo werden de rode bakstenen gewelven van de kloostergang blootgelegd vanonder een laag plaaster en verf.

## Erfgoed
De abdij is een historisch monument sinds 1911 en is in 1998 ook erkend als UNESCO Werelderfgoed in het kader van de bedevaartwegen naar Santiago de Compostella. In de abdijkerk zijn er nog resten van 11e-eeuwse mozaïeken ter hoogte van het koor. De kerk telt 150 pilaren met kapitelen uit verschillende perioden. De helft van de kapitelen is in romaanse stijl en deze zijn versierd met dieren of gestileerde planten. In de schatzaal van de abdij werden onder andere de relieken van Sint-Severus (die eertijds in het koor van de kerk lagen) en het rijk geïllustreerde manuscript Beatus van Saint-Sever bewaard.
- Bibliothèque nationale de France: cb131201609 (data)
- International Standard Name Identifier: 0000 0001 2165 6410
- Library of Congress Control Number: nr88007162
- Système universitaire de documentation: 028869478
- Virtual International Authority File: 136863359